# Eric Mathias Owona Nguini
Pour les articles homonymes, voir Owona et Nguini.
 (avril 2013).
Eric Mathias Owona Nguini, né le 28 février 1969 à Paris, est un politologue camerounais. Fils de l'Homme d'Etat Joseph Owona dont il est d'ailleurs désigné successeur coutumier à la suite du décès le 6 janvier 2024, il apparait comme l'un des politologues et analystes politiques les plus suivis et les plus prisés de l'espace politique et médiatique du fait de ses positions oscillant entre critiques, et soutiens aux actions gouvernementales dont il élucide la pédagogie.

## Biographie
Il est docteur en Science politique (Université de Bordeaux IV-Montesquieu et de l'Institut d'études politiques de Bordeaux, en septembre 1997) et diplômé de l'Institut d'études politiques de Bordeaux (Section politique et sociale en juillet 1990). D'abord assistant(1998-2000) puis  chargé de cours (2000-2016) à l'Université de Yaoundé II, il a dispensé des enseignements à l'Institut des relations internationales du Cameroun, à l'Université de Yaoundé I, à l'Université catholique d'Afrique centrale et à l'École supérieure internationale de guerre de Yaoundé ou à l’École supérieure internationale des forces de sécurité de Yaoundé. Il est aujourd'hui[Quand ?] (en 2024)professeur associé (maitre de conférences) à la Faculté des sciences juridiques et politiques de l'Université de Yaoundé II-Soa. Il est Chercheur à la Fondation Paul Ango Ela et est rédacteur en chef de la revue Enjeux de cette même fondation de géopolitique en Afrique centrale depuis 1999. Il a été rédacteur en chef de la revue camerounaise de science politique Polis de 1999 à 2004. Il est coordinateur scientifique de la Fondation Paul Ango Ela. Il est un des rédacteurs et animateurs de la lettre d'information Conjoncturis de la Fondation Paul Ango Ela. Il est directeur de séminaire à l'École supérieure internationale de guerre de Yaoundé et à l’École supérieure internationale des forces de sécurité de Yaoundé.
Titulaire d'un Doctorat nouveau régime de sciences politiques soutenu le 26 septembre 1997 à l'Université Bordeaux IV sur La sociogenèse de l'ordre politique au Cameroun entre autoritarisme et démocratie(1978-1997), il obtient à 22 ans, un diplôme d’études approfondies en études africaines, précédé d'un diplôme de l'Institut d’études politiques de Bordeaux parallèlement à une maîtrise en sciences politiques à l'Université de Bordeaux en 1990 et d'une licence en droit public en 1989 obtenue à l'Université de Bordeaux I. Auparavant,il avait fait ses études maternelles, primaires et secondaires à Yaoundé entre la moitié des années 1970 et celle des années 1980. Sa formation académique et intellectuelle s'est faite sous le signe de la polyvalence  disciplinaire et de l'attrait pour l'érudition autant que pour la technicité. Si sa spécialité première est la sociologie politique,Mathias Eric Owona Nguini s'intéresse aussi aux politiques publiques,aux études internationales et stratégiques et à l'histoire des idées et l'analyse sociale des idéologies autant qu'à la sociologie de la connaissance et à la méthodologie et l'épistémologie des sciences sociales. Mathias Eric Owona Nguini s'intéresse également à la théorie et à la philosophie politiques.[Interprétation personnelle ?]
Les travaux de Mathias Eric Owona Nguini portent sur la sociologie politique de la transition démocratique au Cameroun et en Afrique ; la sociologie historique de l'État au Cameroun ;la sociologie politique du droit et des juristes au Cameroun ; la sociologie des partis politiques au Cameroun ; la sociologie des crises politiques et de l'action collective au Cameroun ; les politiques constitutionnelles au Cameroun ; les politiques de lutte contre le Sida au Cameroun ; la géopolitique du pétrole en Afrique centrale ; l'analyse sociopolitique et anthropo-politique internationaliste des migrations en Afrique centrale; la géopolitique des conflits d'Afrique Centrale ; l'analyse internationaliste des régimes de la paix et de la guerre en Afrique ;la théorie politique et sociologique de la corruption;la théorie politique du gouvernement perpétuel, du centralisme principautaire et   du centralisme principautaire en Afrique comme expressions de la politique du présidentialisme ; la politique comparée sur la démocratisation et la société civile en Afrique centrale;l'analyse géopolitique et géostratégique des nouvelles menaces en Afrique;l'analyse politico-stratégique des modes terroristes et extrémistes d'action en Afrique ; la socio-anthropologie politique des arts africains dans une perspective afrocentrique ;la théorie et l'épistémologie afro-critique et afro-tropique associée à l'optique politico-stratégique de l'intertropicalisme gondwanien ; la pensée et l'épistémologie  politiques de Karl Popper.

## Engagement politique et politico-intellectuel
Fils aîné de Joseph Owona, ancien ministre, ancien secrétaire général à la présidence de la république et baron du régime du président Paul Biya, l'un des idéologues du régime du Renouveau mais aussi professeur émérite de droit public, agrégé de droit public du concours français de 1976-1977(droit constitutionnel ; droit administratif ; droit international), il était prédestiné à devenir un haut cadre de l'administration et du RDPC[Interprétation personnelle ?] (Rassemblement démocratique du peuple camerounais, parti au pouvoir). Au contraire, il s'illustre par des prises de positions très critiques envers le régime et la pertinence de ses analyses sur les questions de droit, de sociologie, de politique nationale et internationale, de géopolitique ou de stratégie fait de lui un interlocuteur privilégié des médias. Ses prises de position révèlent une sensibilité politique radicale,nationaliste, panafricaniste et socialisante même s'il ne milite dans aucun parti. Ce politiste polyvalent est aussi un analyste politique averti et avisé qui a une grande connaissance des arcanes de la politique camerounaise et fait preuve d'une réelle indépendance d'esprit. Pourvu d'une grande culture théorique, philosophique et historique et dans les sciences sociales, Owona Nguini a séduit les médias camerounais, africains et internationaux par la liberté de ses analyses ainsi que leur acuité technique combinée à un effort de présentation didactique des situations.[Interprétation personnelle ?] C'est l'un des commentateurs politiques les plus respectés au Cameroun en raison de sa connaissance des institutions, us et coutumes politiques camerounais.[Interprétation personnelle ?] Il est également un intellectuel d'intervention comme l'attestent ses prises de position politico-intellectuelles et politico-idéologiques critiques contre la longévité gouvernante des autocrates africains, contre les révisions constitutionnelles rétablissant le présidentialisme autoritaire par la suppression de la limitation des mandats présidentiels au Cameroun et en Afrique, la critique de tous les impérialismes et des aspects libidinaux et totalitaristes de la globalisation libérale.Mathias Eric Owona Nguini est l'un des animateurs de la plateforme politico-citoyenne et politico-intellectuelle « La Grande Palabre » associé au Groupe Samory  Touré et l'un des contributeurs du Journal « Germinal ».[Interprétation personnelle ?] Mathias Eric Owona Nguini a été l'un des co-directeurs avec d'autres intellectuels dont le philosophe Fabien Eboussi Boulaga, le sociologue Claude Abe et Alawadi Zelao et le philosophe Guillaume-Henri Ngniepi aux côtés de l'activiste Jean Bosco Talla, coordinateur de la plateforme évoquée plus haut, des deux ouvrages de la « Grande Palabre » sur « Repenser et reconstruire l'opposition camerounaise » et « Engagement politique et société civile au Cameroun ».

## Publications
- « La gouverne politique et institutionnelle du Cameroun à l’épreuve de la démocratie pluraliste : de la démocratisation janus » , Enjeux n° 52,juin 2016 ,pp5-10.
- Jean Bosco TALLA, Guillaume-Henri Ngnepi et Mathias Eric Owona Nguini (Sous la Coordination de), Société civile et engagement politique au Cameroun : enquêtes, analyses, enjeux et perspectives, Yaoundé : editions Samory /La Grande Palabre ,2015.
- « Concept, conceptions et cadrages juridico-politiques et socio-politiques de la société civile au Cameroun : entre encastrement et désencastrement morpho-historiques » in Jean-Bosco Talla, Guillaume-Henri Ngnepi et Mathias Eric Owona Nguini, Société civile et engagement politique au Cameroun… 2015, pp .187-198.
- « Les institutions militaires sud-africaines et zairo-congolaises face aux processus démocratiques : éléments d’analyse politique et stratégique » in Axel Auge et Amandine Gnanguenon (Sous la Coordination) dossier « Les armées africaines et le pouvoir politique au, Sud du Sahara », Les Champs de mars n°28-Irsem, octobre 2015, pp.57-66.
- « La société étatique centrafricaine à l’épreuve d’une dynamique récurrente et résurgente de conflictualité chaotique : l’exposition à la spirale insécuritaire et au trou noir feudataire », Enjeux n°50, janvier 2015, pp76-78.
- « Le pressing  militaro-terroriste du groupe djihadiste nigérian Boko Haram sur la formation sociale étatique du Cameroun : l’outillage illégal et illégaliste des rapts et attaques commandos », Enjeux n° 50, janvier 2015, PP 3-6 .
- « La politique et l’opposition politique au Cameroun : socio-analyse d’une relation complexe » in Fabien Eboussi Boulaga, Jean Bosco Talla, Claude Abe et Mathias Eric Owona Nguini (Sous la coordination de), Repenser et reconstruire l’opposition camerounaise  Yaoundé : editions Terroirs,(La Grande Palabre) ,Yaoundé ,2014,pp. 61-72 .
- « Le rapport des groupes d’opposition aux institutions politiques de l’Etat camerounais : un analyseur de la crédibilité de la démocratie comme « political process » souverain » in Fabien Eboussi Boulaga, Jean-Bosco Talla, Claude Abe et Mathias Eric Owona Nguini (sous la coordination de), ), Repenser et reconstruire l’opposition camerounaise  Yaoundé : editions Terroirs,(La Grande Palabre) ,Yaoundé ,2014, pp.101-116.
- « Les cultures du leadership, de l’alternance et de l’ « accountability » dans l’ordre politique camerounais :  socio-analyse du rapport des groupes d’opposition à ces formes symboliques » in Fabien Eboussi Boulaga, Jean-Bosco Talla, Claude Abe et Mathias Eric Owona Nguini (Sous la coordination de), ), Repenser et reconstruire l’opposition camerounaise  Yaoundé : editions Terroirs,(La Grande Palabre) ,Yaoundé ,2014, pp.327-352
- « Pourquoi un système démocratique a-t-il besoin des alliances des acteurs politiques ? » in Friedrich Ebert stiftung, L’impératif des alliances en démocratie, Yaoundé :Presses Universitaires de Yaounde, août 2013,pp 26-46.
- « Premières leçons stratégiques sur l’engagement militaire de la République Française dans la crise asymétrique du Nord-Mali comme gendarme du Sahel :le soldat Hollande va-t-il se sortir du bourbier stratégique de la malistanisation »,Enjeux ,n° 49 ,juin 2013,pp 3-5.
- « Un regard sur la gouvernance au Cameroun et ses contours politiques, juridiques et managériaux », Enjeux n°s 47-48,novembre 2012,pp.75-77.  13.  Avec Hans de Marie Heungoup, « L’Otan vue d’Afrique : sociographie des perceptions », Défense nationale N°752, juillet 2012.
- « Can 2008 et la victoire zambienne, un tremblement de terre dans la géopolitique sportive du football des nations en Afrique », Enjeux n° s 46-47, p.58  .
- « Politiques et économies de l’esthétique de (la) renaissance africaine » in Jean Emmanuel Pondi (DIR.), Repenser le développement à partir de l’AFRIQUE, Yaoundé : AFREDIT 2011 pp.515-540.  .
- « Les perspectives de gouvernement et de développement de l’administration Barack Obama : éléments critiques et analytiques de prospective politique et stratégique »,  in Alphonse Tonye (dir.) Barack Obama : Un homme, un peuple, un destin (enjeux politiques et stratégiques), Paris : L’harmattan, 2010 , pp 165- 203.  .
- « La légitimité et la crédibilité des OSC dans le nouveau contexte camerounais issu de la tripartite (octobre-novembre 1991) » in PASOC Union Européenne, Ateliers partenaires techniques et financiers de la société civile camerounaise, PASOC, Agence canadienne de développement international, GTSC / CM (Groupe Technique Société Civile du Comité Multi-bailleurs),2010,pp 6.
- Avec Sylvie Boyer, Fred Eboko, Mamadou camara, Claude abe , Sinata koulla Shiro et Jean Pierre Moatti, « Scaling up ;:access to antiretroviral treatment for HIV infection : the impact of decentralization of health care delivery in Cameroon” ,AIDS 2010,24 S (suppl): S5-S15.
- « La Centrafrique dans la trappe à conflits et à insécurités :aperçus politico-stratégiques »,Enjeux n° 40 ,juillet-septembre 2009 ,PP39-42 .
- « Un profil politico-économique de la croissance en République Centrafricaine (2005-2010) », Enjeux n° 40, juillet-septembre 2009, p46-52.
- « La géopolitique d’« Enjeux » entre espaces de pouvoir et pouvoirs de l’espace : tableaux politiques, géographiques et stratégiques », in Jean Lucien Ewangue (dir.) Enjeux géopolitiques en Afrique centrale, Paris : l’harmattan, 2009, pp.409-426.
- « Le gouvernement perpétuel en Afrique centrale : le temps politique présidentialiste entre autoritarisme et parlementarisme dans la CEMAC » in Jean Lucien Ewangue (dir.), Enjeux géopolitiques en Afrique centrale, Paris : l’harmattan, 2009, pp.255-268, texte préalablement publié dans enjeux n° 19, 2004, pp.9-14.
- Avec Etanislas ngodi « Le pétrole off-shore comme ressource stratégique en Afrique centrale : une richesse au cœur des tensions frontalières et des appétits »,  in Jean Lucien ewangue (dir.) Enjeux geopolitiques en afrique centrale, Paris : l’harmattan, 2009, PP.217-229.
- Avec Sylvie Boyer, Fred Eboko, Mamadou Camara, Claude Abe, Sinata Koulla Shiro et Jean-Paul Moatti, « Scaling up access to antiretroviral treatment for HIV infection : the impact of decentralization of health care delivery in Cameroon”, AIDS 2010, 24 (suppl ) : S5-S15.
- « Evaluation of the National Programme for Access to International Therapy" avec  Sylvie Boyer,Fred Eboko,Claude  Abe,Mathias Eric Owona Nguini,Sinata Koulla Shiro et Jean-Pierre Moatti (Eds.),Interaction between global health and health system:evidence from countries.The maximizing positive synergies,juin 2009,pp.20-30..
- « La raison stratégique africaine entre rétrospective et prospective : prolégomènes ». African prospective/ prospective africaine, n°003, 2009/2010, pp.130-168
- Avec Fred Eboko, Maurice Engueleguele « Cameroun, Burkina Faso, Botswana, une approche comparée de l’action publique contre le sida en Afrique ». Telescope, printemps-été 2009, pp.52-67.
- « Construction et dé-construction de la paix et de la guerre en Afrique subsaharienne entre présidence perpétuelle, centralismes principautaires et cultures de la démocratie » in African prospective/prospective africaine n 002 /2008, pp 64-78
- « Les otages à Bakassi : éléments d’analyse stratégique »,enjeux ,n° 37 ,octobre-décembre 2008 ,pp.3-4.
- « La Coupe d’Afrique des Nations(CAN) Amateurs ou Locaux, un grand espace régional décalé par rapport à un « grand jeu » global-libéral du football professionnel : un éclairage géopolitique », Enjeux n° 33, octobre-décembre 2007, pp.3-4.
- « La nouvelle politique africaine de la France de Nicolas Sarkozy/postures et impostures d’une « rupture » », Enjeux n°32, juillet-septembre 2007, pp.43-44.
- « A qui profite les flux transfrontaliers entre Ndjamena et Kousséri : échanges, territoires et dialectique du licite et de l’illicite », Enjeux n° 29, octobre-décembre 2006,pp.16-19.
- « Le pétrole comme ressource stratégique en Afrique Centrale : au cœur des tensions frontalières et des appétits », Enjeux n°26 ?janvier-mars 2006, pp. 12-15.
- « La corruption entre l’économique et le politique : une heuristique sociologique des réseaux », in Bruno Bekolo Ebe, Touna Mama et Séraphin Magloire Fouda (dir.),
- « Gouvernement des conduites et conduites de gouvernement dans les associations camerounaises de Libreville (Gabon) » in Luc Sindjoun (dir.), Etats, individus et réseaux dans les migrations africaines, Paris : karthala, 2004,pp.267-332.
- « Société civile, dispositifs de lutte contre la pauvreté et technologies néo-libérales de la gouvernementalité en Afrique centrale », in Marie-Thérèse Mengue et Jean-Didier Boukongou (dir.) Comprendre la pauvreté au Cameroun , Yaoundé : Presses de L’ucac, 2004, pp.147-159.  37.  « Le « Social Democratic Front », un parti d’opposition entre charisme et bureaucratie », in Luc Sindjoun (dir.), Comment peut-on être opposant au Cameroun : politique parlementaire et politique autoritaire, Dakar : CODESRIA, 2004.
- « Intérêts américains, tensions sous-régionales Cameroun-Guinée Equatoriale et manœuvres dans le Golfe de Guinée », Enjeux n°18 janvier-mars 2004, p.2.
- « L’occupation américano-britannique en Irak ? une libération avortée », Enjeux n°17, octobre-décembre 2003, pp.2-3.
- « Fondement et arguments de l’intervention américano-britannique : deux lectures contrastées de la stratégie politique et militaire », Enjeux n°15, avril-juin 2003, PP. 1-2.
- « La loi du plus fort est toujours la meilleure : de la FIFA et du Mondial Corée-Japon 2002 », Enjeux n° 12, juillet-septembre 2002, p.40.
- « La lutte des seigneurs pour la présidence de la FIFA comme pouvoir axial dans la géopolitique mondiale du football/le défi électoral du Prince Hayatou à la Maison Blatter », Enjeux n°11, avril-juin 2002, pp.18-24.
- « «Cameroon Airlines », la crise terroriste du 11 septembre 2001 et la récession mondiale des transports aériens internationaux : notes géopolitiques et géoéconomiques », ENJEUX n° 10, janvier-mars 2002, pp. 26-31
- « Les régimes géopolitiques et sociopolitiques de la guerre et de la paix en Afrique centrale entre militarisme et parlementarisme : économies régionales du pouvoir et de la violence » in Paul Ango Ela (ed.), La Prévention des conflits en Afrique centrale, Paris, Karthala, 2001, pp.201-206.
- « L’hyperpuissance américaine face au défi de l’hyperterrorisme islamiste : l’onde de choc des attentats du 11 septembre 2001 », Enjeux n°09 octobre-décembre 2001,pp.22-24.
- « Stratégies géopolitiques et géoéconomiques d’accès à la révolution informationnelle au Cameroun », Enjeux n°07, avril-juin 2001, pp .20-25.
- « A la recherche de l’arme absolue/le nouveau programme américain de défense anti-missile », Enjeux n° 06, janvier-mars 2001, pp.1-.2.
- « Le commandement opérationnel à Douala : solution durable ou régulation passagère ? », Enjeux n°06, janvier-mars 2001, pp.1-2.
- « Les enjeux territoriaux du pouvoir au Cameroun : une analyse stratégique des concurrences politico-territoriales et des tensions socio-spatiales », Enjeux, n° 01 , octobre-décembre 1999 , pp.6-7.
- « Le pipeline Tchad-Cameroun : mirage ou réalité ? », Enjeux n° 02, janvier-mars 2000, p .20.
- « Egalité oblige ! Sens et puissance dans les politiques de la femme et les régimes de genre », Luc Sindjoun (dir.)  , La Biographie sociale du sexe , Paris : Karthala et Codesria, 2000, pp. 13-77 (texte écrit avec Luc Sindjoun).
- « A propos de la crise de 1962 au Cameroun, faire de l’histoire sociopolitologique : socio-analyse et histoire analysée d’un conflit de pouvoir », Polis (Revue camerounaise de science politique), 7(2), 2000, pp.43-67.
- « Les rapports Etat-Société civile dans le processus politique en Afrique centrale : les montages civilisateurs et décivilisateurs du pouvoir et du droit », African journal of political science- revue africaine de science politique, Vol.4, n°2, 1999, pp.143-180.
- « Juristes-savants, Droit de l’Etat et Etat de Droit au Cameroun : l’énonciation professorale et doctorale du droit de la souveraineté et des droits de l’homme au crible d’une sociologie politique du champ juridique »Polis (revue camerounaise de science politique), 6(2), 1998, pp.81-132
- « Politisation du droit et juridicisation de la politique : l’esprit socio-politique du droit de la transition démocratique au Cameroun » in Dominique Darbon et Jean du Bois de Gaudusson (dir.), La Création du droit en Afrique, Paris : Karthala, 1997, pp.217-245 (texte écrit avec Luc Sindjoun).
- « L’Etat et les milieux d’affaires au Cameroun : autoritarisme, ajustement au marché et démocratie », Polis (Revue camerounaise de science POLItIQUE), 2 (2), 1996, pp.43-67.
- « La controverse Bikutsi-Makossa : musique, politique et affinités régionales au Cameroun (1990-1994) », L’Afrique politique, Paris karthala, 1995, pp.267-275.  .  Yaoundé, le 24 décembre 2016.